# Gustave Coget
Gustave Joseph Jean Marie Hyacinthe Coget (Antwerpen, 29 maart 1835 - Destelbergen, 16 december 1904) was een Belgisch edelman.

## Geschiedenis
In 1743 verleende keizerin Maria-Theresia adellijke status aan Jean-Antoine Coget, overgrootvader van Gustave Coget.

## Levensloop
Gustave Coget was een zoon van Joseph-Antoine Coget en Marie-Esther Kramp. Hij werd in 1902 opgenomen in de Belgische erfelijke adel.
Hij trouwde in Gent in 1868 met Celine de Smet (1842-1874), dochter van Charles de Smet de Naeyer, en trad in tweede huwelijk in 1881 in Gent met Marguerite de la Kethulle de Ryhove (1853-1933). Hij kreeg vijf kinderen uit het eerste huwelijk en vier uit het tweede.
Twee zoons uit het eerste huwelijk en een zoon uit het tweede hebben afstammelingen tot heden. De twee dochters en een zoon uit het tweede huwelijk werden kloosterling.
In augustus 1901 was ook opname in de adel toegekend aan de twee zussen van Gustave Coget, Valerie Coget (1833-1919) en Marie-Alida Coget (1838-1919), echtgenote van Jules Morel de Westgaver. De twee begunstigden lichtten hun open brieven niet, zodat deze verheffing zonder gevolg bleef.